# Chenoise
Chenoise és un municipi francès, situat al departament del Sena i Marne i a la regió d'Illa de França. L'any 2007 tenia 1.249 habitants.
Forma part del cantó de Provins, del districte de Provins i de la Comunitat de comunes del Provinois.

## Demografia

### Població
El 2007 la població de fet de Chenoise era de 1.249 persones. Hi havia 485 famílies, de les quals 142 eren unipersonals (67 homes vivint sols i 75 dones vivint soles), 134 parelles sense fills, 158 parelles amb fills i 51 famílies monoparentals amb fills.
La població ha evolucionat segons el següent gràfic:
Habitants censats

### Habitatges
El 2007 hi havia 581 habitatges, 507 eren l'habitatge principal de la família, 28 eren segones residències i 46 estaven desocupats. 488 eren cases i 70 eren apartaments. Dels 507 habitatges principals, 364 estaven ocupats pels seus propietaris, 134 estaven llogats i ocupats pels llogaters i 9 estaven cedits a títol gratuït; 29 tenien una cambra, 33 en tenien dues, 75 en tenien tres, 127 en tenien quatre i 244 en tenien cinc o més. 358 habitatges disposaven pel capbaix d'una plaça de pàrquing. A 246 habitatges hi havia un automòbil i a 214 n'hi havia dos o més.

### Piràmide de població
La piràmide de població per edats i sexe el 2009 era:
| Homes | Edats   | Dones |
| ----- | ------- | ----- |
| 4     | 95 o +  | 0     |
| 0     | 90 a 94 | 8     |
| 0     | 85 a 89 | 12    |
| 8     | 80 a 84 | 4     |
| 20    | 75 a 79 | 40    |
| 16    | 70 a 74 | 12    |
| 32    | 65 a 69 | 36    |
| 28    | 60 a 64 | 32    |
| 20    | 55 a 59 | 28    |
| 60    | 50 a 54 | 68    |
| 40    | 45 a 49 | 44    |
| 44    | 40 a 44 | 40    |
| 56    | 35 a 39 | 52    |
| 44    | 30 a 34 | 16    |
| 36    | 25 a 29 | 28    |
| 36    | 20 a 24 | 40    |
| 52    | 15 a 19 | 60    |
| 56    | 10 a 14 | 60    |
| 20    | 5 a 9   | 40    |
| 12    | 0 a 4   | 16    |

## Economia
El 2007 la població en edat de treballar era de 785 persones, 601 eren actives i 184 eren inactives. De les 601 persones actives 553 estaven ocupades (298 homes i 255 dones) i 48 estaven aturades (24 homes i 24 dones). De les 184 persones inactives 79 estaven jubilades, 47 estaven estudiant i 58 estaven classificades com a «altres inactius».

### Ingressos
El 2009 a Chenoise hi havia 512 unitats fiscals que integraven 1.262,5 persones, la mediana anual d'ingressos fiscals per persona era de 18.294 €.

### Activitats econòmiques
Dels 43 establiments que hi havia el 2007, 1 era d'una empresa alimentària, 10 d'empreses de construcció, 9 d'empreses de comerç i reparació d'automòbils, 3 d'empreses de transport, 3 d'empreses d'hostatgeria i restauració, 1 d'una empresa d'informació i comunicació, 2 d'empreses financeres, 1 d'una empresa immobiliària, 3 d'empreses de serveis, 6 d'entitats de l'administració pública i 4 d'empreses classificades com a «altres activitats de serveis».
Dels 17 establiments de servei als particulars que hi havia el 2009, 1 era una oficina de correu, 2 tallers de reparació d'automòbils i de material agrícola, 1 paleta, 4 fusteries, 3 lampisteries, 1 electricista, 2 perruqueries i 3 restaurants.
Dels 3 establiments comercials que hi havia el 2009, 2 eren botiges de menys de 120 m² i 1 una botiga de menys de 120 m².
L'any 2000 a Chenoise hi havia 15 explotacions agrícoles que ocupaven un total de 1.992 hectàrees.

## Equipaments sanitaris i escolars
El 2009 hi havia 1 farmàcia i 1 ambulància.
El 2009 hi havia una escola elemental.

## Poblacions més properes
El següent diagrama mostra les poblacions més properes.